# كيوكو هيكامي
كيوكو هيكامي (氷上恭子 هيكامي كيوكو) هي مؤدية أصوات يابانية ولدت في 11 يناير 1969 في تاكارازوكا, هيوغو.

## أدوارها في الأنمي

### مسلسلات أنمي تلفزيونية
- فاينل فانتسي: أنليميتد - ليزا باسيفيست
- ويدينغ بيتش - موموكو هاناساكي
- بوكيمون - إيريكا
- كارد كابتور ساكورا - يوكو ناكاغاوا
- كود:بريكر - والدة ساكورا ساكوراكوجي
- غريت تيتشر أونيزوكا - موتوكو أوهاشي
- هيتوهيرا - ريساكي نيشيدا
- ترايجان - ستيفاني
- ريفايوس اللامتناهية - جولي باهانا، كارين لوسيورا
- هاجيمي نو إيبو - تاكيشي سندو (أيام الابتدائية)
- قطاع التسوق السحري أبينوباشي - ميتسويو إيماميا
- خيميائي الفولاذ - بانينيا
- حضانة هانامارو - والدة أستاذ تسوتشيدا
- آيكاتسو! - كوهارو أوزورا
- ساكورا تايسن - تسوباكي تاكامورا
- ناروتو - ماي كاغيتسو
- كروس غيم - كيميي كيتامورا

### أفلام أنمي
- الأختان الساحرتان يويو و نيني - أويومي
- فيلم بوكيمون: أنا أختارك! - إيريكا
- ساكورا تايسن: الصور المتحركة - تسوباكي تاكامورا

## أدوارها في ألعاب الفيديو
- سلسلة ألعاب ساكورا تايسن
  - ساكورا تايسن - تسوباكي تاكامورا
  - ساكورا تايسن 2: إياك والموت - تسوباكي تاكامورا
  - ساكورا تايسن 3: هل باريس تحترق - تسوباكي تاكامورا
  - ساكورا تايسن 4: فلتقعن في الحب يا أيتها الفتيات - تسوباكي تاكامورا
- بريث أوف فاير 3 - نينا
- بريث أوف فاير 4 - نينا
- بريث أوف فاير: دراغون كوارتر - نينا
- نيون جينيسيس إيفانجيليون: سكند إمبريشن - مايومي ياماغيشي

## أدوارها في الدبلجة اليابانية
- بوي ميتس ورلد - توبانغا ماثيوز

## وصلات خارجية
- كيوكو هيكامي على موقع IMDb (الإنجليزية)
- كيوكو هيكامي على موقع ميوزك برينز (الإنجليزية)
- كيوكو هيكامي على موقع ديسكوغز (الإنجليزية)
- كيوكو هيكامي على موقع قاعدة بيانات الفيلم (الإنجليزية)
- كيوكو هيكامي على موقع ANN person (الإنجليزية)